# 卡尤埃勒-克雷皮尼
卡尤埃勒-克雷皮尼（法語：Caillouël-Crépigny）是法国皮卡第大区埃纳省的一个市镇，属于拉昂区绍尼县。该市镇2009年时的人口为438人。

## 人口
卡尤埃勒-克雷皮尼人口变化图示
| 数据来源：INSEE |